# Euphorbia nigrispina
Euphorbia nigrispina es una especie fanerógama perteneciente a la familia Euphorbiaceae. Es endémica de Sudáfrica.

## Descripción
Es una planta suculenta con espinas. Alcanza un tamaño de 1,5 (-2) m de altura, tallos 9-10 (-14) mm de ancho, espinoso. Las ramas con 4 ángulos con lados gruesos con márgenes de color marrón, luego gris con la edad, glaucos. Las largas espinas como agujas a pares y ampliamente divergentes. Involucros 3 juntos, sésiles.

## Ecología
Se encuentra en la laderas de piedra caliza, a una altitud de 1200 metros.

## Taxonomía
Euphorbia nigrispina fue descrita por Nicholas Edward Brown y publicado en Flora of Tropical Africa 6(1): 574. 1911.
Etimología
Euphorbia: nombre genérico que deriva del médico griego del rey Juba II de Mauritania (52 a 50 a. C. - 23), Euphorbus, en su honor – o en alusión a su gran vientre –  ya que usaba médicamente Euphorbia resinifera. En 1753 Carlos Linneo asignó el nombre a todo el género.
nigrispina: epíteto latino que significa "con espinas negras".